# فريق ذا دوبس
فريق الدوبس كان فريق مصارعة محترفًين في اتحادات المصارعة المستقلة في الجنوب وصارعوا في اتحاد ECW خلال أواخر التسعينيات، ويتألف الفريق من بو دوب وجاك دوب. لقد عانوا مع أميش رودكيل وداني درينج بشأن من يجب أن يكون له الفرصة علي ألقاب أي سي دبليو للفرق. وبلغت المنافسة ذروتها عندما وقع الدوبس صفقة تطوير مع الاتحاد العالمي للمصارعة WWF ، مما أدى إلى مباراة "Loser Leaves Town" في حلقة 25 فبراير 2000 ECW على TNN ، والتي خسرها فريق الدوبس.
بعد فترة طويلة في الانتظام مع اتحاد WWF / E وفي المقام الأول المصارعة بشكل غير منتظم في عرض دبليو دبليو اف جاكيد، غاد فريق الدوبس الاتحاد في نهاية المطاف في عام 2001.
خلال الأيام الأولى من إنشاء اتحاد توتال نونستوب اكشن، تألف الفريق من بو دوب وساتن دوب، وتديرهما فلاف دوب. كان بو وستان وفلاف يعيشون بصورة الجنوبيين النمطية في مضغ التبغ في كثير من الأحيان وإقامة علاقة زنا (محارم) القربى. أصبح الدوبس أول أبطال «كأس دوب» لكنهم خسروها في نزال ضد فريق هاردكور ميدجيت تيو.
واصل ساتن دوب استخدام شخصية مماثلة في دبليو دبليو اي باسم «تريفور موردوخ»، قبل ان يتم تسريحه في يوليو 2008. عاد إلى TNA في عام 2009 مع شخصية جديدة، لكن تحت اسم «جيثرو هوليداي» هذه المرة ولكنه لم يظل هناك وقتاً طويلاً.

## البطولات والإنجازات
- اتحاد كارولينا ريسلينج فيديرشين

- بطولة CWF M-A للفرق (مرة واحدة)

- اتحاد ممفيس تشاميبون شيب ريسلينج

- بطولة MCW الجنوب للفرق (2 مرتين) - بو وجاك

- اتحاد OMEGA

- بطولة OMEGA للفرق (مرة واحدة)

- اتحاد ثاوزيرن تشامبيون شيب ريسلينج

- بطولة SCW للفرق (مرة واحدة)

- اتحاد توتال نون ستوب اكشن (TNA)

- كأس دوب